# 南日本
南日本（みなみにほん、みなみにっぽん）とは、日本を大きく分ける時に使用される語で、日本の南部を指す。対義語は北日本。
東日本・西日本・北日本という語が天気予報などで一般的に使用されるのに比べ、南日本という語が使われる機会は少ない。

## 範囲
狭義では九州（特に宮崎県及び鹿児島県本土）及び南西諸島（主に沖縄県全域及び鹿児島県大島支庁管内）を指すが、山口県・広島県西部（旧安芸国）及び島根県西部（旧石見国）もしくは南四国（徳島県及び高知県）を含める場合もある。また、九州及び南西諸島は、広義の西日本にも含まれる。
また、宮崎県と鹿児島県では南九州、三州（この場合は日向、薩摩、大隅などの地域ブロックを指す）と並び、地域の差別化を促す意味合いで地域を指す用語として使われ、南日本銀行、南日本新聞社、南日本放送など、地域に根ざした会社名や団体名の名称として使用されることがある。

## 人口
2018年10月1日推計人口は1431万人で、日本の人口の11.3%を占める。年少人口比率が13.6%と全国平均（12.2%）よりかなり高く、最も少子化の激しい北日本（11.2%）に比べ15年以上少子化の進行を食い止めている。
ほぼ同規模の人口を持つ北日本と比較すると、2019年で出生数は南日本の方が35%多い反面、死者は北日本の方が10%以上多いなど差が年々大きくなっている。

## 南日本を冠する企業・団体
- 南日本銀行 - 第二地方銀行：本店 鹿児島県鹿児島市、旧・旭相互銀行。
- 南日本新聞 - 本社 鹿児島県鹿児島市。
- 南日本放送 - MBC：本社 鹿児島県鹿児島市。ラジオはJRN・NRN両系列に加盟、テレビはJNN（TBS）系列。
- 南日本酪農協同 - 本社 宮崎県都城市。
- 南日本造船 - 本社 大分県大分市（ただし、創業地は鹿児島県串木野市（現在のいちき串木野市））。
- 南日本ガス - 本社 鹿児島県薩摩川内市。
- 南日本カルチャーセンター - 本社 鹿児島県鹿児島市。
- 南日本短期大学 - 鹿児島県日置郡伊集院町（現：日置市）にあった。キャンパス跡地は、現在の鹿児島育英館中学校・高等学校の校舎の一部となっている。
- 南日本運輸倉庫 - 本社 東京都中野区
- 南日本ハウス - 本社 鹿児島県鹿児島市上荒田町の不動産会社で、1985年7月創業。